# Досовка
Досовка (каз. Досов) — село в Денисовском районе Костанайской области Казахстана. Входит в состав Покровского сельского округа. Код КАТО — 394057200.

## Население
В 1999 году население села составляло 295 человек (145 мужчин и 150 женщин). По данным переписи 2009 года, в селе проживали 232 человека (116 мужчин и 116 женщин).